# 2025年至2026年法國足球甲級聯賽
2025年至2026年法國足球甲級聯賽，是法国足球甲级联赛成立以來的第88屆賽事，由麥當勞冠名贊助。比賽於2025年8月15日揭幕，定於2026年5月16日收官。上屆冠軍為法甲四冠王巴黎圣日耳曼。

## 積分榜
Template:2025年至2026年法國足球甲級聯賽積分榜

## 外部連結
- 官方网站